# 下摄司街道
下摄司街道，是中华人民共和国湖南省湘潭市岳塘区下辖的一个乡镇级行政单位。

## 行政区划
下摄司街道下辖以下地区：
铁牛埠社区、半边街社区、迎东社区和橘子园社区。